# جزيرة مانيمبورا
جزيرة مانيمبورا وهي جزيرة من جزر إندونيسيا، وتقع في إقليم كالمنتان الشرقية.